# Ariarates IX
Ariarates foi um filho de Mitrídates VI do Ponto, colocado, ainda menino, por seu pai como rei da Capadócia, e teve, como regente, o assassino Górdio. Durante a Primeira Guerra Mitridática, ele reconquistou a Capadócia. Ele morreu envenenado pelo próprio pai.
Alguns historiadores o chamam de Ariarates IX da Capadócia. William Smith, porém, chama Ariarates, cujo reinado se iniciou em 42 a.C. e que foi expulso por Marco Antônio, de Ariarates IX da Capadócia.

## Antecedentes
Ariarates VI, rei da Capadócia, era casado com Laódice, irmã de Mitrídates VI do Ponto. Ariarates VI e Laódice tiveram dois filhos, Ariartes  (Ariarates VII) [carece de fontes?] e Ariarates (Ariarates VIII).
Mitrídates assassinou Ariarates VI através de Górdio, e resolveu tomar o reino da sua irmã e dos seus sobrinhos. Enquanto isso, Nicomedes III, rei da Bitínia, ocupou a Capadócia e Mitrídates, fingindo ajudar sua esposa e seus sobrinhos, expulsou Nicomedes.
Mas Laódice já tinha feito um acordo com Nicomedes, o que irritou Mitrídates, que expulsou as guarnições bitínias da Capadócia e instalou seu sobrinho, filho de Laódice, no trono. Alguns meses mais tarde, Mitrídates quis que Górdio, o assassino de Ariarates VI, retornasse à Capadócia, mas o jovem rei da Capadócia Ariarates VII, filho do rei assassinado, ficou indignado, e reuniu um exército para lutar contra Mitrídates.
Mitrídates chamou o sobrinho Ariarates VII para uma conferência de paz, e disse, ao enviado de Ariarates que o estava revistando à procura de armas, que tomasse muito cuidado quando fosse examinar sua região genital, pois poderia encontrar outro tipo de arma; o revistador não procurou nesta região. Mitrídates afastou Ariarates dos seus companheiros, como para conversar em segredo, e o assassinou com a arma que tinha escondido na região genital.

## Reinado
Mitrídates colocou seu filho, Ariarates, uma criança de oito anos, como rei, deixando Górdio de guardião.
Os capadócios se revoltaram, e chamaram o outro filho de Laódice e Ariarates VI, Ariarates VIII, para reinar, mas Mitrídates o derrotou, exilou, e ele morreu de doença causada pela ansiedade, no exílio.
A dinastia ariarátida deixou de reinar na Capadócia.

## Sucessão
Nicomedes, rei da Bitínia, temendo que Mitrídates anexasse a Capadócia e, em seguida, a Bitínia, arrumou um jovem de extrema beleza, e fez ele se passar por um terceiro filho de Ariarates VI e Laódice, e enviou Laódice, sua esposa, para Roma, dizendo que ela tinha tido não dois, mas três filhos com seu antigo marido. Mitrídates enviou Górdio a Roma, para dizer que seu filho, que ele havia colocado no trono da Capadócia, era filho de Ariarates V, que havia morrido lutando como aliado dos romanos contra Aristonico. O senado romano, percebendo as ambições de ambos, retirou a Capadócia de Mitrídates e a Paflagônia de Nicomedes, e ofereceu a liberdade aos capadócios, mas estes a rejeitaram, dizendo que não poderiam sobreviver sem um rei, e o senado indicou Ariobarzanes como rei.

## Reconquista

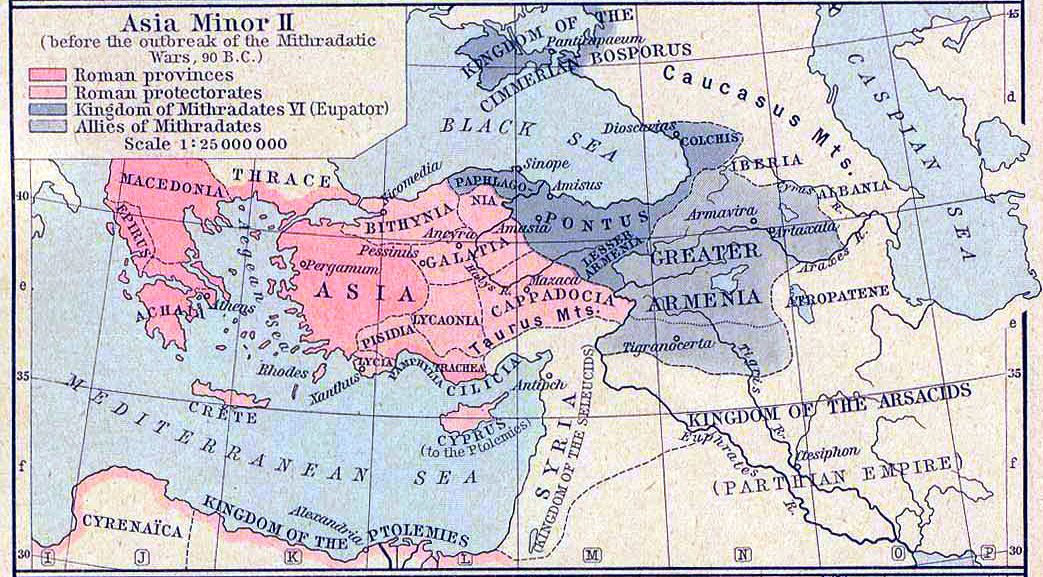
Ásia Menor em 90 a.C., no início da Primeira Guerra Mitridática.

Durante a Primeira Guerra Mitridática, Ariarates foi enviado por seu pai, com um grande exército, para reconquistar a Capadócia. Ele derrotou e expulsou Ariobarzanes.
A Capadócia foi depois reconquistada pelos romanos e devolvida a Ariobarzanes.

## Morte
Segundo documentos encontrados por Pompeu, Ariarates morreu envenenado por seu próprio pai.